# 7931 Kristianpedersen
7931 Kristianpedersen este un asteroid din centura principală, descoperit pe 13 martie 1988, de Poul Jensen.